# Habitatge al carrer del Bruc, 18 (l'Hospitalet de Llobregat)
L'habitatge al carrer del Bruc número 18 és un edifici protegit com a bé cultural d'interès local del municipi de l'Hospitalet de Llobregat (Barcelonès).
Es tracta d'una construcció situada en una gran parcel·la que té el seu front principal al carrer Bruc i que s'estén fins a l'avinguda Josep Tarradellas. L'edifici es bastí en una posició més o menys central del solar, així la finca gaudeix d'un jardí d'accés a la casa, i d'un altre de posterior. L'entrada a la propietat es realitza a partir d'una porta metàl·lica moderna situada a la tanca d'obra que ressegueix la línia del carrer Bruc.
La casa disposa d'un cos principal de planta i pis, flanquejat per un garatge i per una petita construcció a manera de galeria sobresortint, a cavall entre el jardí i les ales interiors de l'edifici. La façana principal s'obre al jardí sense seguir l'alineació paral·lela al carrer Bruc.
Les obertures del cos principal -dues per nivell- són d'arc fals. Als balcons del primer pis hi ha decoració de rajoles i obra vista. A la cornisa, hi ha un ràfec de teules, amb una barana d'obra vista superior que ostenta un frontó esglaonat al centre. A la planta baixa està decorada amb dues faixes horitzontals de rajoles blaves.